# 제59회 백상예술대상
제59회 백상예술대상은 2023년 4월 28일 열린 시상식이다. 일간스포츠와 JTBC플러스가 주최했으며 2023년 4월 28일 오후 17시 30분 인천광역시 파라다이스시티에서 열렸다. 이번 행사는 신동엽, 배수지, 박보검이 사회를 맡았으며, 한국에서는 JTBC를 통해, 해외에는 틱톡을 통해 생중계됐다.
매년 진행되는 시상식은 60명의 전문 심사위원과 업계 심사위원, 방송, 영화, 연극을 대표하는 전문가 집단의 엄격한 심사과정을 거쳐 영화, 방송, 연극 분야의 우수성을 인정하는 대한민국 최고 권위의 시상식 중 하나이다.
후보자는 공식 웹 사이트를 통해 2023년 4월 7일에 발표되었다. 2022년 4월 1일부터 2023년 3월 31일 사이에 발표된 모든 작품이 후보에 올랐다.

## 수상 및 후보

### 영화 대상
- 헤어질 결심 수상

### 영화 작품상
- 올빼미 수상
- 다음 소희
- 한산: 용의 출현
- 헌트
- 헤어질 결심

### 영화 감독상
- 헤어질 결심 - 박찬욱 수상
- 한산: 용의 출현 - 김한민
- 올빼미 - 안태진
- 헌트 - 이정재
- 다음 소희 - 정주리

### 영화 시나리오상
- 다음 소희 - 정주리 수상
- 육사오(6/45) - 박규태
- 헌트 - 이정재, 조승희
- 헤어질 결심 - 정서경, 박찬욱
- 올빼미 - 현규리, 안태진

### 영화 예술상
- 헌트(촬영) - 이모개 수상
- 헤어질 결심(미술) - 류성희
- 한산: 용의 출현(VFX) - 정성진, 정철민
- 헤어질 결심(음악) - 조영욱
- 올빼미(조명) - 홍승철

### 영화 신인감독상
- 올빼미 - 안태진 수상
- 같은 속옷을 입는 두 여자 - 김세인
- 불도저에 탄 소녀 - 박이웅
- 범죄도시 2 - 이상용
- 헌트 - 이정재

### 영화 남자최우수연기상
- 올빼미 - 류준열 수상
- 범죄도시 2 - 마동석
- 헤어질 결심 - 박해일
- 브로커 - 송강호
- 헌트 - 정우성

### 영화 여자최우수연기상
- 헤어질 결심 - 탕웨이 수상
- 다음 소희 - 배두나
- 같은 속옷을 입는 두 여자 - 양말복
- 인생은 아름다워 - 염정아
- 길복순 - 전도연

### 영화 남자조연상
- 한산: 용의 출현 - 변요한 수상
- 교섭 - 강기영
- 올빼미 - 김성철
- 범죄도시 2 - 박지환
- 비상선언 - 임시완

### 영화 여자조연상
- 육사오(6/45) - 박세완 수상
- 브로커 - 배두나
- 올빼미 - 안은진
- 외계+인 1부 - 염정아
- 길복순 - 이연

### 영화 남자신인연기상
- 크리스마스 캐럴 - 박진영 수상
- 윤시내가 사라졌다 - 노재원
- 20세기 소녀 - 변우석
- 늑대사냥 - 서인국
- 인생은 아름다워 - 옹성우

### 영화 여자신인연기상
- 다음 소희 - 김시은 수상
- 헌트 - 고윤정
- 불도저에 탄 소녀 - 김혜윤
- 브로커 - 아이유
- 경아의 딸 - 하윤경

### TV 대상
- 이상한 변호사 우영우 - 박은빈 수상

### TV 작품상(드라마)
- 더 글로리 - Netflix 수상
- 나의 해방일지 - JTBC
- 우리들의 블루스 - tvN
- 이상한 변호사 우영우 - ENA
- 작은 아씨들 - tvN

### TV 작품상(예능)
- 피식대학 - 피식쇼 (PSICK Show) 수상
- 뿅뿅 지구오락실 - tvN
- 피지컬: 100 - Netflix
- 환승연애 시즌 2 - TVING
- SNL 코리아 시즌 3 - 쿠팡플레이

### TV 작품상(교양)
- 《어른 김장하》 - MBC 경남 수상
- 국가수사본부 - wavve
- 나는 신이다: 신이 배신한 사람들 - Netflix
- 《당신의 문해력+》 - EBS1
- 《히든 어스 - 한반도 30억년》 - KBS 1TV

### TV 연출상
- 이상한 변호사 우영우 - 유인식 수상
- 우리들의 블루스 - 김규태
- 나의 해방일지 - 김석윤
- 작은 아씨들 - 김희원
- 안나 - 이주영

### TV 극본상
- 나의 해방일지 - 박해영 수상
- 더 글로리 - 김은숙
- 이상한 변호사 우영우 - 문지원
- 작은 아씨들 - 정서경
- 환혼 시리즈 - 홍정은, 홍미란

### TV 예술상
- 작은 아씨들(미술) - 류성희 수상
- 이상한 변호사 우영우(음악) - 노영심
- SBS 인기가요(촬영) - 송낙훈, 조진현, 황인욱
- 이상한 변호사 우영우(시각효과) - 황진혜
- 더 글로리(촬영) - 장종경

### TV 남자최우수연기상
- 재벌집 막내아들 - 이성민 수상
- 나의 해방일지 - 손석구
- 우리들의 블루스 - 이병헌
- 일타 스캔들 - 정경호
- 카지노 - 최민식

### TV 여자최우수연기상
- 더 글로리 - 송혜교 수상
- 나의 해방일지 - 김지원
- 슈룹 - 김혜수
- 이상한 변호사 우영우 - 박은빈
- 안나 - 수지

### TV 남자조연상
- 수리남 - 조우진 수상
- 이상한 변호사 우영우 - 강기영
- 재벌집 막내아들 - 김도현
- 안나 - 김준한
- 더 글로리 - 박성훈

### TV 여자조연상
- 더 글로리 - 임지연 수상
- 재벌집 막내아들 - 김신록
- 더 글로리 - 염혜란
- 나의 해방일지 - 이엘
- 안나 - 정은채

### TV 남자신인연기상
- 슈룹 - 문상민 수상
- 더 글로리 - 김건우
- 신병 - 김민호
- 이상한 변호사 우영우 - 주종혁
- 약한영웅 Class 1 - 홍경

### TV 여자신인연기상
- 일타 스캔들 - 노윤서 수상
- 더 글로리 - 김히어라
- 나의 해방일지 - 이경성
- 이상한 변호사 우영우 - 주현영
- 이상한 변호사 우영우 - 하윤경

### TV 남자예능상
- 김종국 수상
- 기안84
- 김경욱
- 전현무
- 황제성

### TV 여자예능상
- 이은지 수상
- 김민경
- 박세미
- 이수지
- 주현영

### 백상연극상
- 《당선자 없음》 - 두산아트센터 수상
- 《정희정》 - 래빗홀씨어터
- 《틴에이지 딕》 - 국립극장
- 《드랙 바이 남장신사》 - 드랙킹콘테스트

### 젊은연극상
- 《조금 쓸쓸한 독백과 언제나 다정한 노래들》 - 지금 아카이브 수상
- 《서울 도심의 개천에서도 작은발톱수달이 이따금 목격되곤 합니다》 - 배해률
- 《세상이 이렇게 끝나는구나 쾅 소리 한 번 없이 흐느낌으로》 - 장한새
- 《클래스》 - 진주
- 《플라스틱 파라다이스》 - 한아름

### 연극 연기상
- 《틴에이지 딕》 - 하지성 수상
- 《드랙 바이 남장신사》 - 권은혜
- 《편입생》 - 최호영
- 《노스체》 - 최희진
- 《웰킨》 - 하지은

### 틱톡 인기상
- 아이유 수상
- 진영(GOT7) 수상

### GUCCI Impact Award
- 다음 소희 수상